# Ragù
V italijanski kuhinji je ragù (italijansko: [raˈɡu]) mesna omaka, ki se običajno postreže s testeninami. Italijansko gastronomsko društvo Accademia Italiana della Cucina je dokumentiralo več receptov za ragù. Skupna značilnost receptov je prisotnost mesa in dejstvo, da so vse omake za testenine. Najbolj značilna je ragù alla bolognese (Bolonjska omaka, narejena iz mlete govedine). Druge vrste so ragù alla napoletana (neapeljski ragù, narejen iz različnih vrst svinjskega in govejega mesa, ki lahko vključuje klobase), ragù alla barese (Bari ragù, včasih narejen iz konjskega mesa), ragù alla veneta (ragu iz Benečije, tradicionalno račji ragù brez paradižnika).

## Različice
V severnoitalijanskih regijah ragù običajno uporablja mleto, sesekljano ali narezano meso, kuhano s sotirano zelenjavo v tekočini, ki tradicionalno vključuje tekoče paradižnike, obstajajo pa tudi različice brez paradižnika, imenovane ragù in bianco (beli ragu). Meso lahko vključuje malo ali več govedine, piščanca, svinjino, raco, gosi, jagnjetino, ovčetino, teletino ali divjačino, vključno z njihovo drobovino. Tekočine so lahko juha, temeljna osnova, voda, vino, mleko, smetana ali paradižnik, pogosto v kombinaciji. Če so vključeni paradižniki, so običajno omejeni glede na meso, zaradi česar je mesna enolončnica in ne paradižnikova omaka z dodanim mesom.
V južnih italijanskih regijah je ragù pogosto pripravljen iz velikih količin velikih, celih kosov govedine in svinjine ter včasih regionalnih klobas, kuhanih z zelenjavo in paradižniki. Po dolgem dušenju se meso odstrani in ga lahko postrežemo kot ločeno jed brez testenin. Primeri teh jedi so ragù alla napoletana (neapeljski ragù) in carne al ragù.

## Zgodovina
Etimološko gledano izraz izvira iz francoske ragoût in je v poznem 18. stoletju dosegel deželo Emilija – Romanja, morda po Napoleonovi invaziji leta 1796 in okupaciji teh severnih regij. Pred tem časom je polotoška kuhinja imela dolgo zgodovino mesnih enolončnic, ki segajo v obdobje renesanse. Vendar pa niso bile niti znane kot ragù niti ni nobenega zapisa, da bi jih kombinirali s testeninami. Od 16. stoletja naprej ni bilo neobičajno, da so testenine skuhali in postregli z mesno juho, pogosto kot preprosto juho, iz katere so meso vzeli in postregli ločeno, če so ga jedli takrat.
Prvi dokumentirani recept za mesno omako, pri katerem je bilo kuhano meso sestavni del omake, postrežene s testeninami, je iz konca 18. stoletja. Prvi ragù kot omako, ragù per i maccheroni, je zabeležil Alberto Alvisi, kuhar kardinala iz Imole (takrat je bil maccheroni splošen izraz za testenine, posušene in sveže). Recept je bil ponovljen in objavljen kot Il Ragù del Cardinale (Kardinalov ragù).
Po začetku leta 1830 se recepti za ragù pogosto pojavljajo v kuharskih knjigah iz dežele Emilija - Romanja. V poznem 19. stoletju so se zaradi cene mesa začele uporabljati težke mesne omake na testeninah, ki so bile rezervirane za praznike in nedelje, in le med premožnejšimi sloji na novo združene Italije.
Neodvisna raziskava Kasperja in De Vita kaže, da so ragù s testeninami pridobili na priljubljenosti v 19. stoletju, vendar so ga večinoma jedli premožni. Vendar pa je tehnološki napredek, ki je prišel z industrijsko revolucijo ob koncu 19. stoletja, naredil moko za testenine bolj dostopno tudi za manj premožne. Prevzemanje testenin s strani navadnih slojev se je še razširilo v obdobju gospodarske blaginje, ki je sledila drugi svetovni vojni. Po besedah De Vita se je pred drugo svetovno vojno 80 % italijanskega podeželskega prebivalstva prehranjevalo rastlinsko; testenine so bile rezervirane za posebne praznike in so jih takrat pogosto postregli v juhi iz stročnic.

## Industrijski izdelek
Komercialne paradižnikove omake so vedno bolj dostopne. V ZDA je ragù, nekoč italijanski obrok med tednom, postal družinski nedeljski obrok. Najbolj priljubljena komercialna omaka za testenine v ZDA je trenutno (od leta 2014) Ragú Old World proizvajalca Ragú. Ta ragú omaka v slogu starega sveta je sladka, gladka paradižnikova omaka, ki je bila prvič izdelana in zaščitena z blagovno znamko v Rochesterju leta 1937, izumila pa sta jo dva italijanska priseljenca, ki sta prišla v Združene države iz Bisticcija v Toskani, vendar je bolonjsko sodišče razvpito kot oglaševalski hit.
Konec 60. let dvajsetega stoletja so ameriška podjetja začela množično promovirati svoj oglaševalski program za omake za špagete v kozarcih pod sloganom »To je italijansko«, kar je povzročilo skokovit porast prodaje. Štiri različne omake za špagete so ponujali že leta 1969.
Prvi ragu, pripravljen za uživanje, je v Italiji v 1960-ih lansiralo podjetje Star. Kot Gran Ragù Star je bil v letu 2000 še vedno vodilni na trgu med že pripravljenimi raguji.
Vse do 1970-ih industrijski instant ragu ni imel večje vloge na italijanskem živilskem trgu. Zaradi spremenjenega načina življenja pa se je njihov pomen od takrat močno povečal. Prihranek časa pri pripravi teh pripravljenih živil je še posebej pomemben pri zamudnem raguju. Med letoma 2000 in 2001 je bilo raguje, pripravljene za uporabo, mogoče najti že v 45 % italijanskih gospodinjstev, do leta 2011 se je delež povečal na 55 %. V Italiji je prodaja industrijsko pripravljenih ragujev še posebej koncentrirana na severozahodu države. Tam je bilo opravljenih okoli 57 % vse prodaje. Gotovi raguji imajo v južni Italiji še vedno manjšo vlogo. V Italiji sta vodilna proizvajalca Barilla in Star, ki imata skupaj več kot 54-odstotni tržni delež.